# Янишпольское сельское поселение
Янишпо́льское се́льское поселе́ние — муниципальное образование в составе Кондопожского района Республики Карелии России. Административный центр — село Янишполе.

## Население
| 2009  | 2010  | 2012  | 2013  | 2014  | 2015  | 2016  |
| ----- | ----- | ----- | ----- | ----- | ----- | ----- |
| 1362  | ↘1279 | ↘1242 | ↘1189 | ↘1132 | ↘1077 | ↘1058 |
| 2017  | 2018  | 2019  | 2020  | 2021  | 2023  |       |
| ↘1045 | ↘1010 | ↘981  | ↘958  | ↗995  | ↘969  |       |

## Населённые пункты
В состав сельского поселения входит 10 населённых пунктов:
| №  | Населённый пункт | Тип населённого пункта | Население |
| -- | ---------------- | ---------------------- | --------- |
| 1  | Заделье          | станция                | ↘23       |
| 2  | Кодогуба         | деревня                | →0        |
| 3  | Кодостров        | деревня                | →0        |
| 4  | Лучевой          | станция                | ↘1        |
| 5  | Мережнаволок     | деревня                | →3        |
| 6  | Суна             | деревня                | ↘50       |
| 7  | Тулгуба          | деревня                | ↘28       |
| 8  | Часовенская      | деревня                | →7        |
| 9  | Чупа             | деревня                | ↘8        |
| 10 | Янишполе         | село                   | ↘1069     |